# 5031-es busz
Az 5031-es jelzésű autóbuszvonal helyközi autóbuszjárat Szeged és Mórahalom között, melyet a Volánbusz Zrt. lát el. Menetideje útvonaltól függően 45 perc és 1 óra 2 perc között változik.

## Közlekedése
A járat Szeged és Mórahalom között közlekedik Röszke érintésével. Mórahalom felé 13 járat, Szeged felé 10 járat szállítja az utasokat, a járatok többsége korlátozó jelzéssel közlekedik. Röszkén egyes járatok betérnek a határátkelőhelyhez, Kisszéksósi autóbusz-fordulóhoz. Mórahalmon egyes járatok az autóbusz-állomás után tovább közlekednek a Pótkerék csárdáig, illetve onnan indulnak.

## Megállóhelyei
| 5031 (Szeged – Röszke – Mórahalom) | 5031 (Szeged – Röszke – Mórahalom) | 5031 (Szeged – Röszke – Mórahalom) | 5031 (Szeged – Röszke – Mórahalom) | 5031 (Szeged – Röszke – Mórahalom)     | 5031 (Szeged – Röszke – Mórahalom) | 5031 (Szeged – Röszke – Mórahalom) | 5031 (Szeged – Röszke – Mórahalom) | 5031 (Szeged – Röszke – Mórahalom) |
| sz.                                | sz.                                | sz.                                | sz.                                | Megállóhely                            | sz.                                | sz.                                | sz.                                | Átszállási kapcsolatok |
| ---------------------------------- | ---------------------------------- | ---------------------------------- | ---------------------------------- | -------------------------------------- | ---------------------------------- | ---------------------------------- | ---------------------------------- | --- |
| 0                                  | 0                                  | 0                                  | 0                                  | Szeged, autóbusz-állomás végállomás    | 30                                 | 30                                 | 27                                 | 5, 6, 9, 19 7F, 21, 60, 60Y, 64, 67, 67Y, 70, 71, 71A, 72, 72A, 73, 73Y, 74, 74A, 74Y, 75, 76, 76Y, 77, 77A, 77Y, 78, 78A, 79H 1374, 1375, 1441, 1486, 1503, 1504, 1506, 1507, 1510, 1512, 1513, 1515, 1516, 1517, 1518, 1652 4990, 5000, 5001, 5002, 5003, 5004, 5005, 5007, 5010, 5011, 5012, 5013, 5015, 5016, 5019, 5020, 5021, 5022, 5023, 5024, 5025, 5030, 5032, 5033, 5034, 5035, 5040, 5041, 5042, 5043, 5044, 5045, 5046, 5047, 5049, 5050, 5054, 5055, 5056, 5058, 5059, 5060, 5061, 5062, 5063, 5064, 5066, 5070, 5071, 5075, 5076, 5109, 5112, 5160, 5188, 5189, 5190, 5329, 5362, 5369 |
| 1                                  | 1                                  | 1                                  | 1                                  | Szeged, Kálvária sugárút               | 29                                 | 29                                 | 26                                 | 3, 3F 21, 36, 76, 77 1652 5030, 5032, 5033, 5035, 5040, 5042, 5328 |
| 2                                  | 2                                  | 2                                  | 2                                  | Szeged, Rákóczi utca                   | 28                                 | 28                                 | 25                                 | 4 76Y, 90 5030 |
| 3                                  | 3                                  | 3                                  | 3                                  | Szeged, szalámigyár                    | 27                                 | 27                                 | 24                                 | 4 76, 76Y 5030 |
| 4                                  | 4                                  | 4                                  | 4                                  | Szeged-Kecskéstelep, Gera Sándor utca  | 26                                 | 26                                 | 23                                 | 76, 76Y 5030 |
| 5                                  | 5                                  | 5                                  | 5                                  | Szeged-Kecskéstelep, Bódi Vera utca    | 25                                 | 25                                 | 22                                 | 76, 76Y 5030 |
| 6                                  | 6                                  | 6                                  | 6                                  | Szeged, Széchenyi evezőspálya          | 24                                 | 24                                 | 21                                 | 5030 |
| 7                                  | 7                                  | 7                                  | 7                                  | Szentmihályi szántóföldek              | 23                                 | 23                                 | 20                                 | 5030 |
| 8                                  | 8                                  | 8                                  | 8                                  | Röszke, Furusköz                       | 22                                 | 22                                 | 19                                 | 5030 |
| 9                                  | 9                                  | 9                                  | 9                                  | Röszkei elágazás                       | 21                                 | 21                                 | 18                                 | 5030 |
| 10                                 | 10                                 | 10                                 | 10                                 | Röszke, József Attila utca             | 20                                 | 20                                 | 17                                 | 5030 |
| 11                                 | 11                                 | 11                                 | 11                                 | Röszke, Szent Antal tér                | 19                                 | 19                                 | 16                                 | 5030 |
| 12                                 | 12                                 | 12                                 | 12                                 | Röszke, virágkertészet                 | 18                                 | 18                                 | 15                                 | 5030 |
| 13                                 | 13                                 | 13                                 | 13                                 | Röszke, Kossuth utca                   | 17                                 | 17                                 | 14                                 | 5030 |
| 14                                 | 14                                 | 14                                 | 14                                 | Röszke, Bem utca                       | 16                                 | 16                                 | 13                                 | 5030 |
| 15                                 | 15                                 | 15                                 | 15                                 | Röszke, Dugonyi út                     | 15                                 | 15                                 | 12                                 | 5030 |
| 15                                 | 15                                 | ∫                                  | ∫                                  | Röszke, Nagyszéksósi elágazás          | ∫                                  | 14                                 | 11                                 | 5030 |
| 16                                 | 16                                 | ∫                                  | ∫                                  | Röszke, határátkelőhely                | ∫                                  | 13                                 | 10                                 | 5030 |
| 17                                 | 17                                 | ∫                                  | ∫                                  | Röszke, Nagyszéksósi elágazás          | ∫                                  | 12                                 | 9                                  | 5030 |
| 18                                 | ∫                                  | 16                                 | ∫                                  | Röszke, Kisszéksósi felüljáró          | ∫                                  | 11                                 | ∫                                  | 5030 |
| 19                                 | ∫                                  | 17                                 | ∫                                  | Röszke, Kisszéksósi autóbusz-forduló   | ∫                                  | 10                                 | ∫                                  | 5030 |
| 20                                 | ∫                                  | 18                                 | ∫                                  | Röszke, Kisszéksósi felüljáró          | ∫                                  | 9                                  | ∫                                  | 5030 |
| 21                                 | 18                                 | 19                                 | 16                                 | Kancsalszéli iskola                    | 14                                 | 8                                  | 8                                  | |
| 22                                 | 19                                 | 20                                 | 17                                 | Kancsal tó                             | 13                                 | 7                                  | 7                                  | |
| 23                                 | 20                                 | 21                                 | 18                                 | Röszke, Vőneki-tanya                   | 12                                 | 6                                  | 6                                  | |
| 24                                 | 21                                 | 22                                 | 19                                 | Bata-tanya                             | 11                                 | 5                                  | 5                                  | |
| 25                                 | 22                                 | 23                                 | 20                                 | Mórahalom, Nagyszéksósi iskola         | 10                                 | 4                                  | 4                                  | |
| 26                                 | 23                                 | 24                                 | 21                                 | Mórahalom, Papdi-tanya                 | 9                                  | 3                                  | 3                                  | |
| 27                                 | 24                                 | 25                                 | 22                                 | Mórahalom, Fürtön sor                  | 8                                  | 2                                  | 2                                  | |
| 28                                 | 25                                 | 26                                 | 23                                 | Mórahalom, Röszkei úti ipari park      | 7                                  | 1                                  | 1                                  | |
| 29                                 | 26                                 | 27                                 | 24                                 | Mórahalom, autóbusz-állomás végállomás | 6                                  | 0                                  | 0                                  | 1 1486, 1503, 1504, 1506, 1652 5032, 5033, 5034, 5035, 5036, 5040, 5042, 5044, 5045, 5284, 5328, 5329 |
| 30                                 | 27                                 | 28                                 | 25                                 | Mórahalom, iskola                      | 5                                  |                                    |                                    | 1 5032, 5033, 5040, 5044, 5045 |
| 31                                 | 28                                 | 29                                 | 26                                 | Mórahalom, Gondozási központ           | 4                                  |                                    |                                    | 1 5032, 5040, 5044, 5045 |
| 32                                 | 29                                 | 30                                 | 27                                 | Mórahalom, Nyár utca                   | 3                                  |                                    |                                    | 1 5032, 5040 |
| 33                                 | 30                                 | 31                                 | 28                                 | Mórahalom, Szántó utca                 | 2                                  |                                    |                                    | 1 5032, 5040 |
| 34                                 | 31                                 | 32                                 | 29                                 | Mórahalom, Csend utca                  | 1                                  |                                    |                                    | 1 5032, 5040 |
| 35                                 | 32                                 | 33                                 | 30                                 | Mórahalom, Pótkerék csárda végállomás  | 0                                  |                                    |                                    | 1 5034, 5035, 5040, 5042 |